# François Bucher
François C. Bucher (Lausana, Suiza, 1927 - Monticello (Florida), 9 de noviembre de 1999) fue un medievalista estadounidense nacido en Suiza, historiador del arte, escritor sobre arte medieval y contemporáneo, y distinguido profesor emérito de arte y arquitectura medieval en la Universidad Estatal de Florida.

## Biografía
Nacido en Lausana, Suiza, era hijo de Alois Bucher y Gabrielle (Zundel) Bucher. Después de asistir al centro Gymnasium Zürich, obtuvo su licenciatura en historia del arte en 1941 y continuó sus estudios en Zúrich y Roma. En 1955 obtuvo su doctorado por la Universidad de Berna, Suiza.
Bucher comenzó su carrera académica como profesor en la Universidad de Berna en 1952. En 1953 emigró a los Estados Unidos, donde se inició como profesor en la Universidad de Minnesota. En 1954 se traslada a la Universidad de Yale, donde es nombrado profesor asistente y se hace amigo de Albert Einstein. De 1960 a 1962 trabajó como profesor asociado en la Universidad de Brown, y de 1962 a 1969 como profesor titular en la Universidad de Princeton, hasta que fue nombrado profesor de la Universidad Estatal de Nueva York en 1969. En 1978 fue nombrado profesor de Historia del Arte en la Universidad Estatal de Florida, donde desarrolló el resto de su carrera. Tras su jubilación fue nombrado profesor emérito.
En 1958, Bucher recibió una beca Guggenheim, y una beca del Instituto de Estudios Avanzados.

## Obras
Destacan entre sus publicaciones las siguientes:
- 1957. Notre-Dame de Bonmont und die ersten Zisterzienserabteien der Schweiz. Benteli, Bern.
- 1961. Josef Albers: Despite Straight Lines. Yale University Press, New Haven.
- 1971. The Pamplona Bibles. 2 vols. Yale University Press, New Haven.
- 1972. The Dresden sketch-book of vault projection. Akadémiai Kiadó.
- 1979. Architector: the Lodge Books and Sketchbooks of Medieval Architects. 4 vols. Abaris, New York.

También son destacables algunos de sus artículos como:
- 1968. "Design in Gothic architecture: a preliminary assessment." Journal of the Society of Architectural Historians 27.1 (1968): 49-71.
- 1972. "Medieval architectural design methods, 800-1560." Gesta 11.2 (1972): 37-51.
- 1976. "Micro-architecture as the'idea'of Gothic Theory and Style." Gesta 15.1/2 (1976): 71-89.